# Christusmonogramm

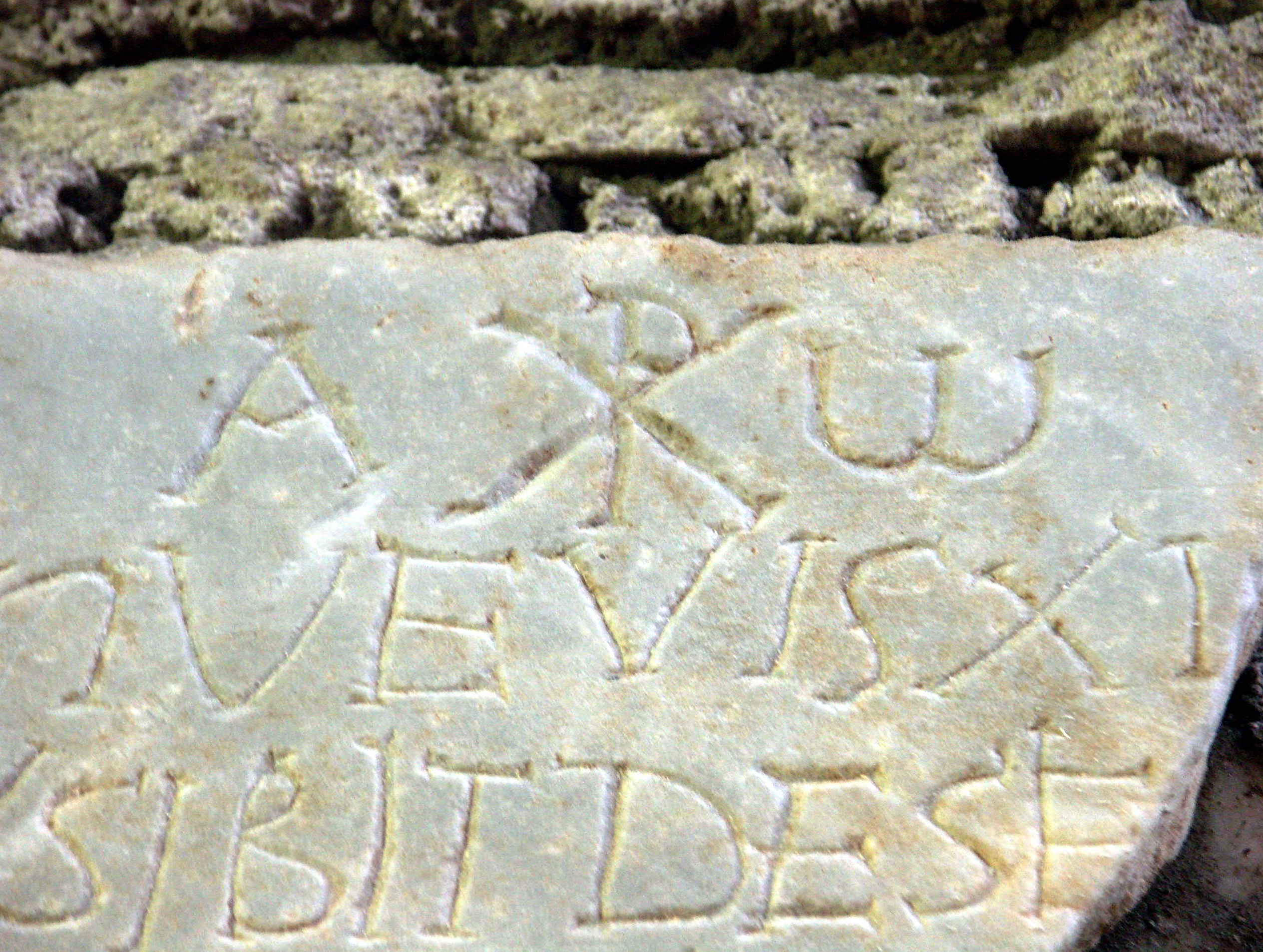
Steintafel mit lateinischer Inschrift, Alpha und Omega und Christusmonogramm Chi-Rho ☧, Domitilla-Katakomben, Rom

Das Christusmonogramm (auch Christogramm oder Chi-Rho) besteht aus den beiden als Monogramm übereinander geschriebenen griechischen Buchstaben Χ (Chi) und Ρ (Rho), ungefähr in folgender Form: ☧. Dabei handelt es sich um die ersten beiden Buchstaben des griechischen Wortes Χριστός Christós („Christus“). Nach dem Kreuz und dem Fisch ist es das am häufigsten anzutreffende Symbol für Jesus Christus.

## Geschichte

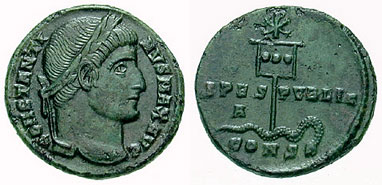
Konstantinischer Follis von 337: Darstellung des Labarum mit Chi-Rho-Symbol, das eine Schlange aufspießt.

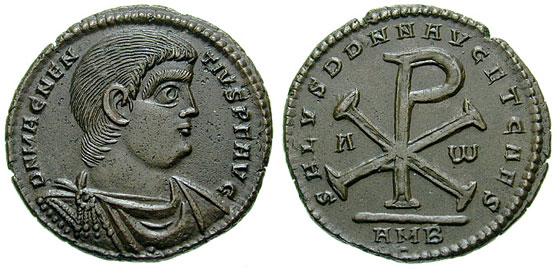
Das voll ausgebaute Chi-Rho-Christusmonogramm mit den Buchstaben und auf einem doppelten Centenionalis des Gegenkaisers Magnentius

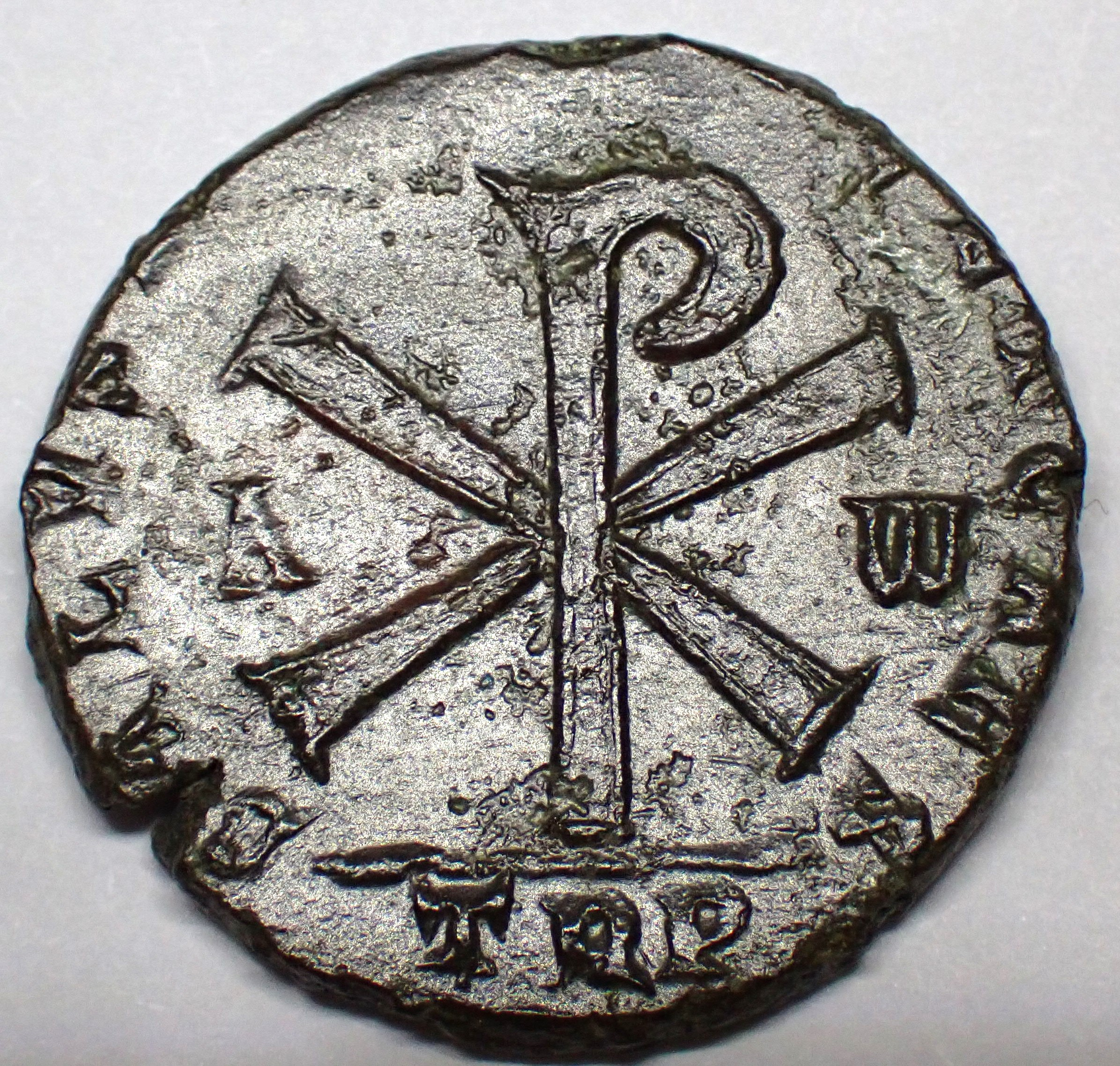
Großes Christogramm auf Großbronzemünze des Decentius

Die Chi-Rho-Ligatur wurde bereits vorchristlich verwendet. In Manuskripten taucht es als Randnote auf als Abkürzung für χρηστόν chrēston („nützlich“).
Es erscheint auch auf Kupfermünzen, die unter Ptolemaios III. (regierte 246–222 v. Chr.) geprägt wurden.
Die Bedeutung des Symbols auf diesen Kupfermünzen ist unbekannt, es erscheint verhältnismäßig klein geschrieben zwischen den Beinen eines Adlers. Da diese Kupfermünzen aber ungewöhnlich weite Verbreitung fanden, ist es denkbar, dass das Symbol auf diese Weise popularisiert wurde. Jedenfalls konnte es noch im 4. Jahrhundert ohne christlichen Bezug verwendet werden, so zum Beispiel auf einer getriebenen Metallplatte, wo es neben Darstellungen von Orpheus, Sol und Luna erscheint.
Die Interpretation des Symbols als Christusmonogramm ist eng verbunden mit dem Labarum, dem Feldzeichen, unter dem Konstantin der Große 312 die Schlacht an der Milvischen Brücke gegen Maxentius gewann. Lactantius beschreibt, dass Konstantin in einem Traum den Befehl empfing, das Zeichen Chi-Rho (oder möglicherweise das Staurogramm) auf die Schilde seiner Soldaten malen zu lassen.
Eusebius erzählt in seiner Konstantin-Biographie die Episode so, dass Konstantin auf einem Marsch ein Zeichen in der Sonne gesehen habe mit der griechischen Schrift «Ἐν τούτῳ νίκα» („In diesem [Zeichen] wirst du siegen“), und später habe er dieses Zeichen in seine Standarte aufgenommen. Diese beiden Erzählungen, die Bemalung der Schilde bei der Milvischen Brücke nach Lactantius sowie die Vision und die Labarum-Standarte nach Eusebius, wurden bald dahingehend vermengt, dass das Labarum Konstantins dem Chi-Rho-Symbol entsprochen habe.
Tatsächlich wird bereits 317 das Labarum mit Chi-Rho-Symbol auf einer Münze Konstantins dargestellt, und in der Erzählung durch Eusebius nach Konstantins Tod 337 wird das Labarum eindeutig als Chi-Rho-Symbol beschrieben.

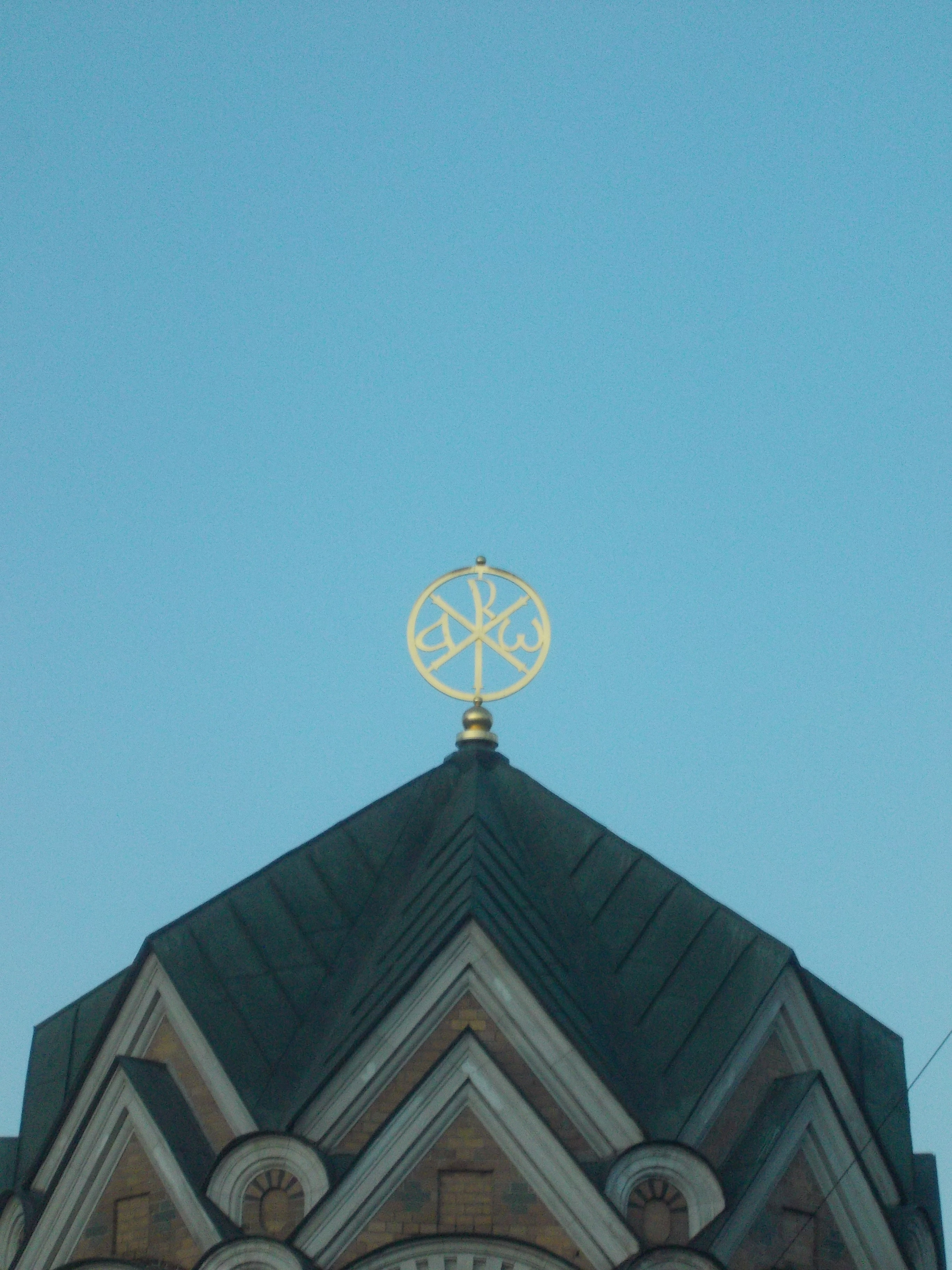
Chrismon auf der Sakristei der Auferstehungskirche in Sankt Petersburg

In der Folge wurde das Chi-Rho-Symbol zum Christusmonogramm umgedeutet, indem die Ligatur ΧΡ nun die ersten beiden Buchstaben des Wortes Χριστός Christos darstellte. Der älteste Beleg für seine christliche Verwendung datiert noch auf die Lebenszeit Konstantins, auf das Jahr 331. In einer auf dieses Jahr datierten Grabinschrift wird es verwendet, um die (lateinische) Phrase in signo Christi zu schreiben (also IN SIGNO ☧ISTI). Nach Konstantins Tod, in der Zeit von 338–350 (unter Constantius II.), erscheint das Symbol erstmals in zweifelsfrei christlicher Bedeutung auf Münzen.
Die Ähnlichkeit der griechischen Buchstaben  Ρ (Rho) und Χ (Chi) mit den lateinischen Buchstaben P und X führte im lateinischen Mittelalter manchmal zur irrtümlichen Lesung des Symbols als Abbreviatur für pax „Frieden“.
In der Baukunst wurde das Christusmonogramm manchmal als Element der Ausstattung der Gebäude statt Kreuz verwendet, so z. B. auf der Sakristei der Auferstehungskirche in Sankt Petersburg.

## Verwandte Christussymbole

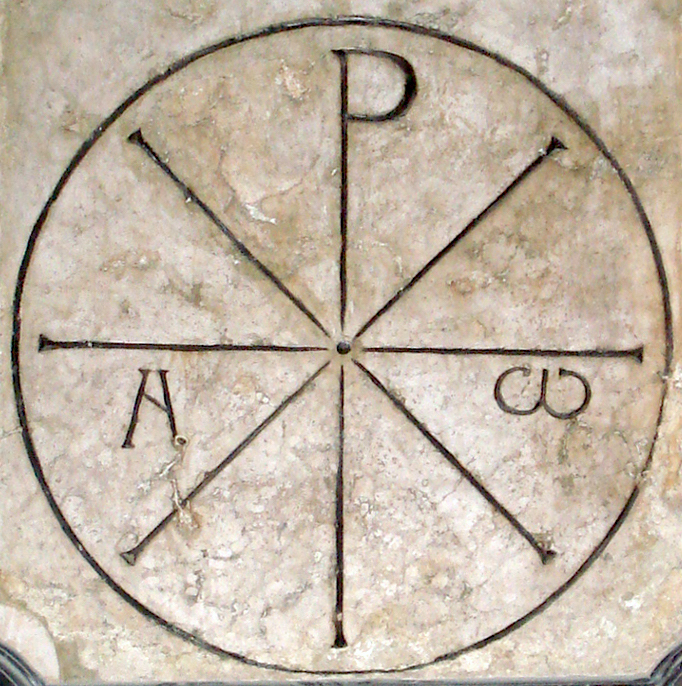
Das Chrismon des Heiligen Ambrosius (Mailand)

Die Tau-Rho-Ligatur ⳨ wurde analog zur Chi-Rho-Ligatur im 4. Jahrhundert zum christlichen Symbol umgedeutet, hier aus der Schreibung ϲ⳨οϲ für σταυρός staurós „Kreuz“. Ebenfalls als Christusmonogramm verwendet wurde die Ligatur Iota-Chi (, für die Initialen Ι für  Ἰησοῦς „Jesus“ und Χ für Χριστός „Christus“). Das sogenannte „Chrismon [Orakel] des Heiligen Ambrosius“ (Chrismon Sancti Ambrosii) in der Kathedrale von Mailand, das tatsächlich auf das späte 4. Jahrhundert datieren könnte, stellt eine Kombination der Ligaturen Chi-Rho, Tau-Rho und Iota-Chi dar, flankiert von den Buchstaben Α und Ω.
Ein weiteres, sehr frühes Christusmonogramm war die Kombination von Ι (Iota) und Η (Eta) für die ersten beiden Buchstaben des Namens Jesu (). Dieses Symbol wird bereits im Barnabasbrief (möglicherweise aus dem 2. Jahrhundert) beschrieben. Eine Erweiterung der Kombination Iota-Eta ist schließlich das Nomen sacrum IHS, die Kombination von Iota und Eta mit dem letzten Buchstaben Sigma des Namens „Jesus“.
Seit dem Hochmittelalter wurde, vor allem in Darstellungen des Kruzifixes, die Abkürzung INRI (griechisch ΙΝΒΙ; slawisch ІНЦІ) verwendet, als Kurzform für Iesus Nazarenus Rex Iudaeorum („Jesus von Nazaret, König der Juden“) – gemäß Joh 19,19f  die Inschrift, die Pontius Pilatus in drei Sprachen (Hebräisch, Griechisch, Lateinisch) am Kreuz Christi anbringen ließ.

## Unicode
- U+2627 ☧ CHI RHO im Block Miscellaneous symbols und
- U+2CE9 ⳩ COPTIC SYMBOL KHI RO im Block Coptic.